# Svartudden
Svartudden är ett bostadsområde i Piteå landsdistrikt (Piteå socken) i Piteå kommun, Norrbottens län (Norrbotten). Området ligger på Pitholmen, strax öster om Nördfjärden och utgör en del av tätorten Piteå. Från 2015 och fram till 2020 klassades området av SCB som en separat tätort.

## Befolkningsutveckling
| Befolkningsutvecklingen i Svartudden 2015–2015   | Befolkningsutvecklingen i Svartudden 2015–2015 | Befolkningsutvecklingen i Svartudden 2015–2015 | Befolkningsutvecklingen i Svartudden 2015–2015 | Befolkningsutvecklingen i Svartudden 2015–2015 |
| ------------------------------------------------ | ---------------------------------------------- | ---------------------------------------------- | ---------------------------------------------- | ---------------------------------------------- |
|                                                  |                                                |                                                |                                                |                                                |
| År                                               |                                                |                                                | Folkmängd                                      | Areal (ha)                                     |
| 2015                                             | 2015                                           |                                                | 478                                            | 34                                             |
| Anm.: Ny tätort 2015, utbruten ur tätorten Piteå |                                                |                                                |                                                |                                                |